# كراتوفو (مقدونيا)
كراتوفو (بالمقدونية: Кратово) مدينة في مقدونيا الشمالية.